# North Smithfield
North Smithfield é uma vila localizada no estado americano de Rhode Island, no condado de Providence. Foi fundada em 1730 e incorporada em 1871.

## Geografia
De acordo com o United States Census Bureau, a vila tem uma área de 64,1 km², onde 61,6 km² estão cobertos por terra e 2,4 km² por água.

## Demografia
Segundo o censo nacional de 2010, a sua população é de 11 967 habitantes e sua densidade populacional é de 194,14 hab/km². É a localidade que, em 10 anos, teve o maior crescimento populacional do condado de Providence. Possui 5 068 residências, que resulta em uma densidade de 82,22 residências/km².